# Самоуправа Срба у Мађарској
Самоуправа Срба у Мађарској (мађ. Szerb Országos Önkormányzat), односно Земаљска самоуправа Срба у Мађарској, самоуправа је и кровна организација Срба у Мађарској.
Народна скупштина Мађарске је усвојила Закон о правима националних и етничких мањина 7. јула 1993, којим је предвиђено уставно право мањинама да оснивају мјесне и мањинске самоуправе. Новим Законом о народностима из 2011. Срби су остали национална мањина, заједно са још 12 народа.

## Органи Самоуправе
На челу Самоуправе налази се предсједник којег именује скупштина на мандат од 5 година, као и два потпредсједника. Највише тијело Самоуправе је скупштина која има 15 чланова.
Чланови Скупштине Самоуправе Срба у Мађарској од 2024. до 2029. године су:
- др Јованка Ластић, предсједница
- Андрија Роцков, потпредсједник
- Кристифор Брцан, потпредсједник
- Душан Вуковић
- Радован Горјанац
- Петaр Дунаи
- Бранимир Ђорђев
- Милан Ђурић
- Душан Которчевић
- Мирко Митар Кркељић
- Нада Малбашки
- Милица Немењи
- Слободан Никић
- Мелинда Марија Њари
- др Александер Урком

У саставу Скупштина налазе се и одбори за финансије, културу и образовање.

### Локалне и регионалне самоуправе
Локалне самоуправе и њени предсједници од 2019. до 2024. су:
- Липово — Никола Поповић
- Мађарбоја — Вера Вуковић
- Мохач — Мате Душан
- Печуј — Радован Горјанац
- Харкањ — Бане Деспотовић
- Шиклош — Иван Јаношов
- Баја — Марко Чилић
- Сантово — Нада Ђурић
- Батања — Вера Пејић Сутор
- Деска — Кристифор Брцан
- Чанад — Ференц Колар
- Сегедин — Нада Малбашки
- Нови Сентиван — Теодора Крунић Дунаи
- Дунаујварош — Нора Бенковић
- Стони Београд — Ласло Шандоровић
- Калаз — Катица Мирковић
- Будаерш — Марина Александрић Ремели
- Чобанка — Жужана Башић
- Гед — Мирко Пандуровић
- Ловра — Јелена Вукајловић Краус
- Помаз — Аница Шошић Крунић
- Ковин — Милка Иванов Нађ
- Бата — Никола Чупић
- Сентандреја — Миле Маргаритовић
- Чип — Мирјана Суботин
- Тукуља — Зора Пејовић
- Медина — Наталија Сокић

Квартовске самоуправе у Будимпешти и њени предсједници од 2019. до 2024. су:
- I кварт — Мира Ђурић
- II кварт — др Јованка Ластић
- III кварт — Милан Дујмов
- IV кварт — Мирјана Трагор
- V кварт — Стојанка Јурковић Крзман
- VI кварт — Милица Немењи
- VII кварт — Драгомир Дујмов
- VIII кварт — Мирко Митар Крекељић
- IX кварт — Бранимир Ђорђев
- X кварт — Богдан Сабо
- XI кварт — Петар Бечејић
- XII кварт — др Димитрије Ластић
- XIII кварт — Дијана Ђурић
- XIV кварт — Ксенија Марковић Сушић
- XV кварт — Андраш Каршаи
- XVI кварт — Александар Хенинг Буда
- XVIII кварт — Борислав Димић
- XIX кварт — Борислав Рус

Регионалне самоуправе и њени предсједници од 2019. до 2024. су:
Пештанска жупанија
- Аница Пандуровић, предсједник
- Душан Которчевић, потпредсједник
- Слободан Вертетић, потпредсједник
- Јадранка Драгојловић
- др Тибор Ембер
- Петар Крунић
- Весна Пећовски

Самоуправа у Будимпешти
- Борислав Рус, предсједник
- Петар Ластић, потпредсједник
- Јована Дороги Вечић
- Лазар Которчевић
- Ксенија Марков Сушић
- Милица Немењи
- Богдан Сабо